# سان بول (مترو باريس)
سان بول (بالفرنسية: Saint-Paul)‏ هي محطة مترو تابعة لمترو باريس تقع في فرنسا في الدائرة الرابعة في باريس.[بحاجة لمصدر]